# Bünyamin Sezer
Bünyamin Sezer, né le 4 juillet 1988 est un haltérophile turc.

## Palmarès

### Championnats d'Europe d'haltérophilie
- Championnats d'Europe d'haltérophilie 2012 à Antalya
  -  Médaille d'or en moins de 62 kg.
- Championnats d'Europe d'haltérophilie 2011 à Kazan
  -  Médaille d'or en moins de 62 kg.